# Papa (título)
Papa é um título religioso tradicionalmente concedido aos bispos de Roma e aos bispos ortodoxos copta e grego de Alexandria. Os papas também podem reivindicar o título de patriarca. Ambos os termos vêm do grego πάππας (pai).

## Etimologia

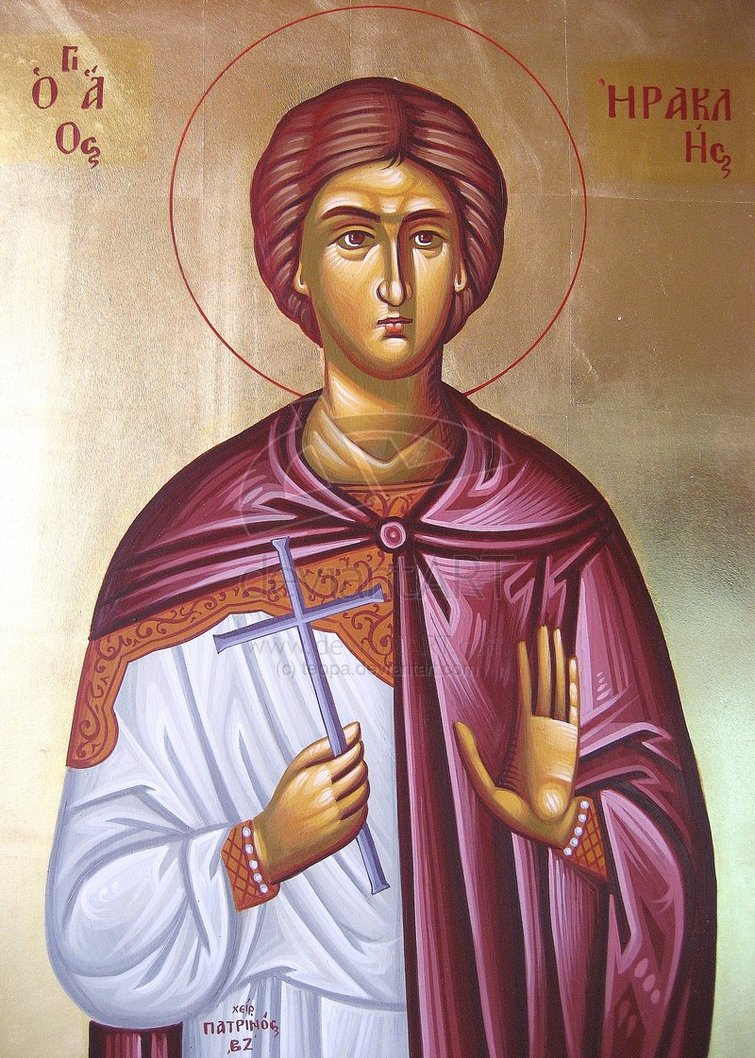
Héraclas, 13º Papa e Patriarca de Alexandria.

A palavra papa deriva, em última análise, do grego πάππας (páppas), originalmente um termo afetuoso que significa "pai", referindo-se mais tarde a um bispo ou patriarca. O registro mais antigo do uso deste título é em relação ao Patriarca de Alexandria, o Papa Heraclas de Alexandria (232-248) em uma carta escrita por seu sucessor, o Papa Dionísio de Alexandria, a Filemon, um presbítero romano:
τοῦτον ἐγὼ τὸν κανόνα καὶ τὸν τύπον παρὰ τοῦ μακαρίου πάπα ἡμῶν Ἡρακλᾶ παρέλαβον.
O que se traduz em:
Recebi esta regra e ordenança do nosso abençoado pai/papa, Heraclas.
Desde o início do século III, o título foi aplicado genericamente a todos os bispos. O primeiro registro existente da palavra papa sendo usada em referência a um bispo de Roma data do final do século III, quando foi aplicada ao Papa Marcelino (296-304).

## História posterior e uso contemporâneo
O título papa continua a ser usado pelos bispos alexandrinos; tanto os patriarcas coptas ortodoxos quanto os gregos ortodoxos de Alexandria são conhecidos como o "Papa e Patriarca de Alexandria".
No mundo cristão ocidental, "papa" é principalmente associado aos bispos de Roma — a partir do século V ou VI, tornou-se, no Ocidente, um título reservado exclusivamente a esses bispos. Apesar de seu uso anterior para se referir a qualquer bispo, em 998 um arcebispo de Milão foi repreendido por se ter autodenominado "papa", e em 1073 foi formalmente decidido pelo Papa Gregório VII que nenhum outro bispo da Igreja Católica Romana teria o título.
Atualmente, três personalidades cristãs detêm o título de “Papa”:
- O Bispo de Roma, para quem esta é a denominação mais comum, embora o título não esteja entre um dos oito elementos do seu título oficial.
- O Patriarca Copta Ortodoxo de Alexandria, cujo título é “Papa de Alexandria e Patriarca da Pregação de São Marcos e de Toda a África” e tem sede no Cairo.
- O Patriarca Grego Ortodoxo de Alexandria, cujo título é "Papa e Patriarca de Alexandria e de Toda a África" e está sediado em Alexandria.